# The Next Best Thing
Albums de Madonna
Ray of Light
(1998) Music
(2000)
The Next Best Thing est la bande originale du film de John Schlesinger, Un couple presque parfait contenant deux nouveaux titres de Madonna ainsi qu'une liste de titres sélectionnée par elle-même, le disque sort donc sous le label de sa maison de disques Maverick.
L'album contient donc American Pie, (piste également présente sur l'album Music de Madonna) une reprise de la célèbre chanson du même nom écrite et interprétée par Don MacLean, ainsi que Time Stood Still, chanson produite et écrite par William Orbit.

## Pistes (auteurs et producteurs)
| 1.    | Boom Boom Ba                            | David Sullivan                                   | Métisse            | 3:41 |
| 2.    | Bongo Bong                              | Manu Chao                                        | Manu Chao          | 2:55 |
| 3.    | Don't Make Me Love You ('Til I'm Ready) | Todd Chapman, Shelly Peiken                      | Christina Aguilera | 3:39 |
| 4.    | American Pie                            | Don McLean                                       | Madonna            | 4:33 |
| 5.    | This Life                               | Saul Freeman, Nicola Hitchcock                   | Mandalay           | 4:18 |
| 6.    | If Everybody Looked the Same            | Andy Cato, Kamaal Fareed, Tom Findlay, M. Taylor | Groove Armada      | 3:39 |
| 7.    | Why Does My Heart Feel So Bad?          | Moby                                             | Moby               | 4:23 |
| 8.    | I'm Not in Love                         | Graham Gouldman, Eric Stewart                    | Olive              | 4:41 |
| 9.    | Stars All Seem to Weep                  | Beth Orton                                       | Beth Orton         | 4:39 |
| 10.   | Time Stood Still                        | Madonna, William Orbit                           | Madonna            | 3:48 |
| 11.   | Swayambhu                               | David Norland, Joanna Stevens                    | Solar Twins        | 3:07 |
| 12.   | Forever and Always                      | Gabriel Yared                                    | Gabriel Yared      | 6:00 |
| 49:31 |                                         |                                                  |                    |      |